# Seleukeia Pieria
Koordinaten: 36° 7′ N, 35° 55′ O

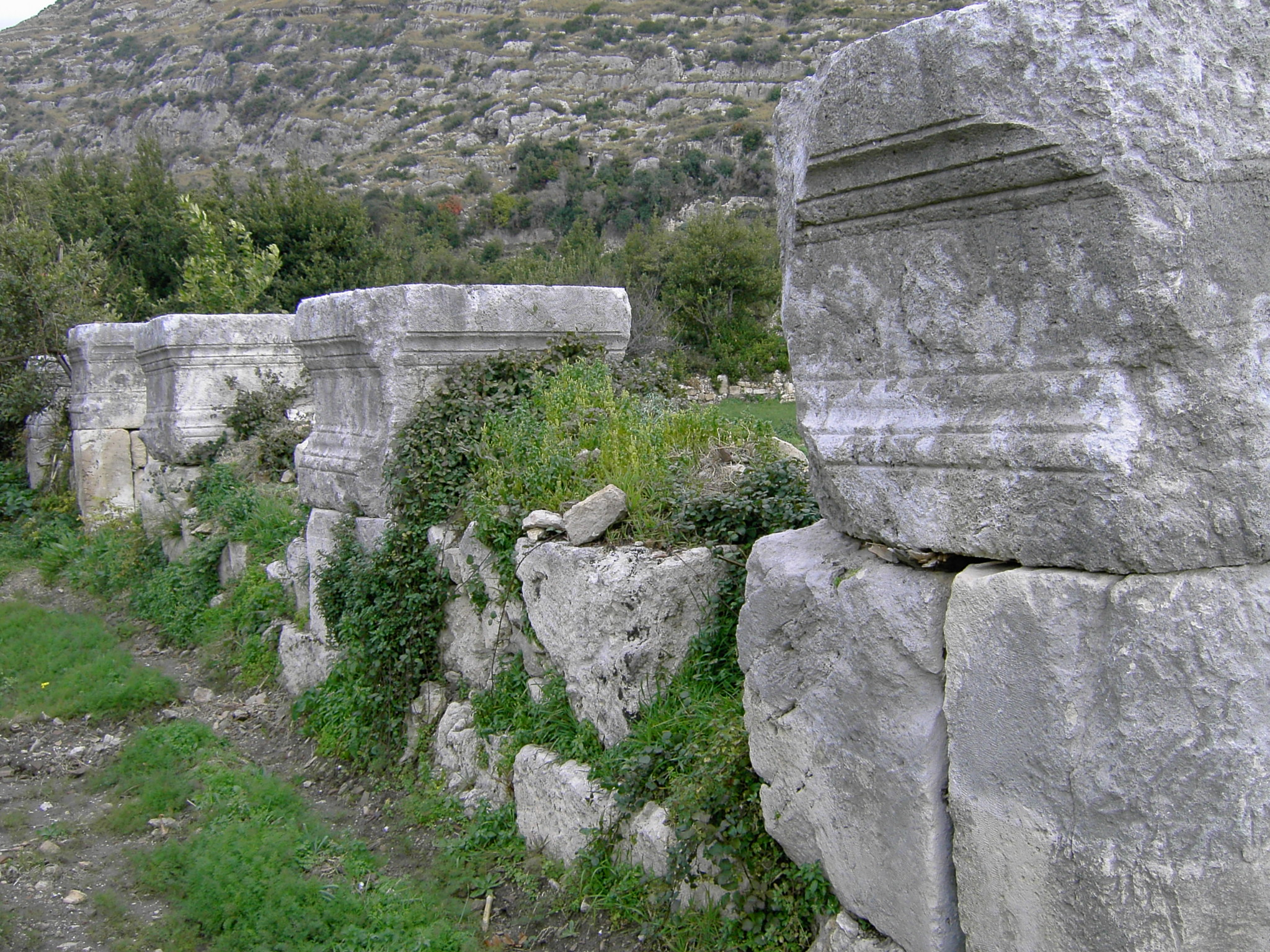
Plinthen einer Straße des antiken Seleukeia Pieria, möglicherweise der Haupt- bzw. Hafenstraße

Seleukeia Pieria war die in der Antike höchst bedeutende Hafenstadt von Antiochia am Orontes Sie lag ca. 32 km von diesem Ort entfernt am Meer, beim heutigen Dorf Çevlik. Der türkische Name ist Samandağ. Die Stadt liegt etwas nördlich der Mündung des Orontes.

## Geschichte

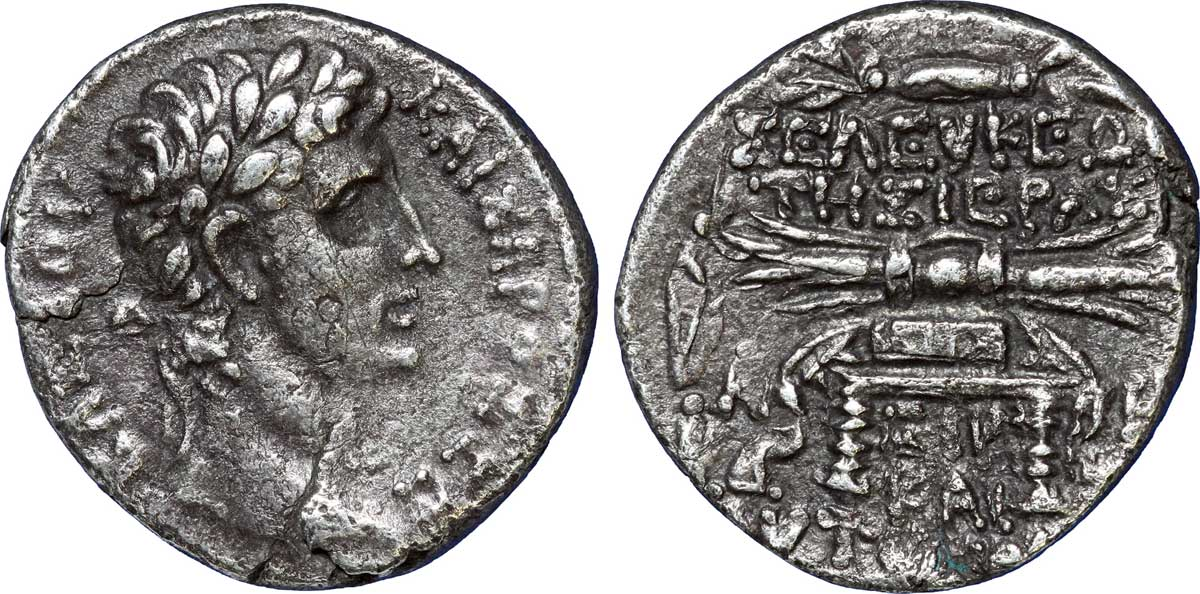
Münze Seleukeia Pierias aus der römischen Kaiserzeit (sogenannte Provinzialprägung). Avers: Porträt des Augustus mit Titulatur. Revers: Blitz auf einem Thron und Nennung der Stadt Seleukeia Pieria und ihrer Ehrentitel („[Münze] der Seleukeier, der heiligen und autonomen [Stadt]“). Die Zahl ƐΙΡ = 115 datiert die Münze nach der lokalen Stadtära wohl ins Jahr 6/7 n. Chr.

Seleukeia Pieria wurde um 300 v. Chr. von Seleukos I. Nikator gegründet, doch wurde die Residenz schon kurz darauf von seinem Nachfolger Antiochos I. nach Antiochia verlegt. Zumindest in den ersten Jahrzehnten war die Stadt dabei nicht wie eine griechische Polis organisiert, sondern nach dem Vorbild makedonischer Städte: Neben dem Stadtrat (peliganes) gab es nur einen einzigen Amtsträger (epistates), der aus der städtischen Oberschicht stammte und im Namen des Königs regierte; eine Volksversammlung gab es nicht. 246 v. Chr. fiel die Stadt im Dritten Syrischen Krieg an die Ptolemäer; erst 219 v. Chr. konnte Antiochos III. die Stadt zurückerobern. Möglicherweise gestatteten die Ptolemäer Seleukeia zuvor, sich wie eine griechische Polis zu organisieren. Ab dem späten 2. Jahrhundert v. Chr. besaß die Stadt auch eine eigene lokale Zeitrechnung (Stadtära), deren Beginn ins Jahr 108/107 oder 109/108 datiert wird.
Seit 64 v. Chr. war der Hafen römisch. Wegen der regelmäßigen verheerenden Überschwemmungen ließ Kaiser Vespasian einen Tunnel bauen, der das Wasser von der Stadt wegleiten sollte. Der Titus-Tunnel (türkisch Titus ve Vespasian-yus Tüneli), den Vespasians Sohn Titus fertigstellte, ist ein 1300 m langer, 7 m hoher und 6 m breiter Einschnitt im harten Fels, was eine beachtliche architektonische Leistung darstellt. Er ist heute zum Teil eingestürzt, aber größtenteils noch begehbar.
Von Seleukeia aus brach der Apostel Paulus zu seiner ersten Missionsreise auf (Apg 13,4). Seit dem 4. Jahrhundert ist Seleukeia Pieria als Bistum belegt.
Um die Verlandung des Hafens aufzuhalten, wurde im 2. Jahrhundert der Fluss umgeleitet. Dazu wurde ein fast 900 m langes Kanalsystem mit zwei Tunneln angelegt und ein 15 m hoher Damm errichtet. Das System versagte allerdings langfristig; im 5. Jahrhundert verlandete der Hafen immer mehr, und damit begann der langsame Niedergang der Stadt. 526 und 528 wurde die Stadt bei Erdbeben schwer beschädigt. Nach der 540 erfolgten kampflosen Einnahme durch die Perser unter Chosrau I., der bei Seleukeia im Mittelmeer badete, wurde die Stadt weitgehend aufgegeben. Mit der arabischen Eroberung um 640 verließen die letzten Einwohner die Stadt.
Im Mittelalter war St. Simeon der Hafen von Antiochia, benannt nach dem nahegelegenen Kloster des Symeon Stylites des Jüngeren.

## Ausgrabungen

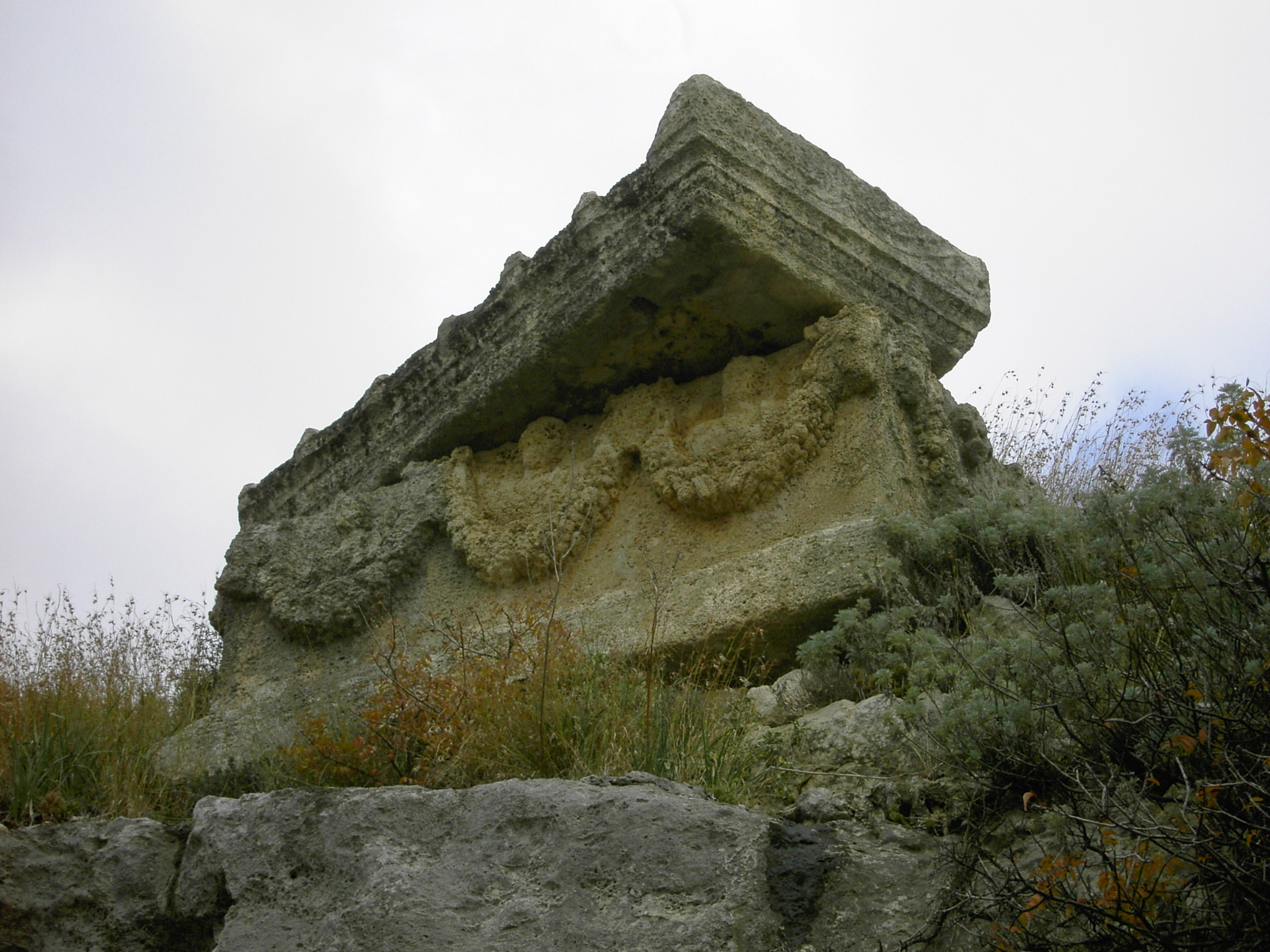
Römischer Sarkophag am Hang der antiken Stadt

Ausgrabungen fanden vor allem zwischen 1932 und 1939 statt, als eine Expedition der Princeton University Ausgrabungen in Antiochia am Orontes durchführte und dabei auch Seleukeia untersuchte. Es wurde vor allem einige reich mit Mosaiken ausgestattete Häuser (zum Beispiel das Haus des Trinkwettstreites) ergraben. Die Funde sind im Archäologischen Museum in Antakya ausgestellt.